# 週末ハッピーライフ! お江戸に恋して
『週末ハッピーライフ! お江戸に恋して』（しゅうまつハッピーライフ おえどにこいして）は、東京メトロポリタンテレビジョン（TOKYO MX）で、2017年（平成29年）4月1日から2022年（令和4年）3月26日まで毎週土曜日に生放送されていた情報番組。

## 概要
2017年3月までに同時刻に放送されていた『週末めとろポリシャン♪』（以下、「前身番組」と記す）の事実上の後継番組である。出演者やコーナーなどの殆どが前身番組を引き継いでいるが、当番組では、放送開始当時は2020年に開催が予定されていた東京オリンピックを見据え、「江戸の文化や伝統などを再発見しておもてなしにつなげる」「スポーツに注目する」の2本柱とした内容にリニューアルしている。
2022年3月26日を以て放送終了。
後継番組は『ぐるり東京 江戸散歩』で2022年4月2日から2024年9月28日まで毎週土曜の11:30 - 12:00の放送。

## 出演者
MC（進行）
- 朝比奈彩（モデル、タレント）
- 田中雅美（水泳オリンピックメダリスト） -

唯一、前身番組には出演していなかった新レギュラー） 
レギュラー
- 松尾雄治（元ラグビー選手）（前身番組ではMCだったが、当番組では「ご意見番」の役割で出演
- 堀口茉純（歴史タレント、お江戸ル）

代役出演（田中の産休中の代役MC）
田中の産休中の代役は以下のとおり。
- 東尾理子（プロゴルファー、2017年9月2日・9月30日・10月14日・10月28日） - 2017年5月20日放送ではゲストとして出演
- 岩崎恭子（水泳オリンピック金メダリスト、2017年9月9日・9月16日） - 2017年4月29日放送ではゲストとして出演
- 小椋久美子（元バドミントン選手、2017年9月23日・10月7日・10月21日・11月4日・11月11日） - 2017年6月24日放送でも、田中の代役として出演

代役出演（その他）
この他にも、スケジュールの都合などで以下のとおり代役出演がある。
- 益子直美（元バレーボール選手） - 2017年4月22日放送での、田中の代役
- 稲村亜美（野球関連イベント出演多数のタレント） - 2017年7月22日放送での、朝比奈の代役
- 高橋ユウ（日本の女優、ファッションモデル） - 2019年6月1日放送での、朝比奈の代役
- 磯山さやか（日本のグラビアアイドル、ファッションモデル） - 2019年11月30日放送での、朝比奈の代役

## タイムテーブル
下記は概ねのもので、状況により前後することがある。
| 11:00 - 11:03 | オープニング・ゲスト紹介                                                                 | オープニング・ゲスト紹介                                                                 | オープニング・ゲスト紹介                                                                 | オープニング・ゲスト紹介                                                                 | オープニング・ゲスト紹介                                                                 |
| 11:03 - 11:25 | もっと進め!江戸小町                                                                      | もっと進め!江戸小町                                                                      | もっと進め!江戸小町                                                                      | もっと進め!江戸小町                                                                      | もっと進め!江戸小町                                                                      |
| 11:25 - 11:37 | もっと知りたい おしゃべり茶屋                                                            | もっと知りたい おしゃべり茶屋                                                            | もっと知りたい おしゃべり茶屋                                                            | もっと知りたい おしゃべり茶屋                                                            | もっと知りたい おしゃべり茶屋                                                            |
| 11:37 - 11:47 | 区長に聞きたい!東京ハッピーライフ                                                        | 区長に聞きたい!東京ハッピーライフ                                                        | 区長に聞きたい!東京ハッピーライフ                                                        | 区長に聞きたい!東京ハッピーライフ                                                        | 区長に聞きたい!東京ハッピーライフ                                                        |
| 11:47 - 11:52 | 単発企画など （2017年7月までは、まさみんの週末スポレッチ!）                              | 単発企画など （2017年7月までは、まさみんの週末スポレッチ!）                              | 単発企画など （2017年7月までは、まさみんの週末スポレッチ!）                              | 単発企画など （2017年7月までは、まさみんの週末スポレッチ!）                              | 単発企画など （2017年7月までは、まさみんの週末スポレッチ!）                              |
| 11:52 - 11:55 | 天気予報・プレゼントコーナー・エンディング・視聴者からのメッセージ紹介・来週のゲスト紹介 | 天気予報・プレゼントコーナー・エンディング・視聴者からのメッセージ紹介・来週のゲスト紹介 | 天気予報・プレゼントコーナー・エンディング・視聴者からのメッセージ紹介・来週のゲスト紹介 | 天気予報・プレゼントコーナー・エンディング・視聴者からのメッセージ紹介・来週のゲスト紹介 | 天気予報・プレゼントコーナー・エンディング・視聴者からのメッセージ紹介・来週のゲスト紹介 |
| 時間          | 主な内容(12時移動後)                                                                     |                                                                                          |                                                                                          |                                                                                          |                                                                                          |
| 12:00 - 12:03 | オープニング・ゲスト紹介                                                                 | オープニング・ゲスト紹介                                                                 | オープニング・ゲスト紹介                                                                 | オープニング・ゲスト紹介                                                                 | オープニング・ゲスト紹介                                                                 |
| 12:03 - 12:25 | もっと進め!江戸小町                                                                      | もっと進め!江戸小町                                                                      | もっと進め!江戸小町                                                                      | もっと進め!江戸小町                                                                      | もっと進め!江戸小町                                                                      |
| 12:25 - 12:37 | もっと知りたい おしゃべり茶屋                                                            | もっと知りたい おしゃべり茶屋                                                            | もっと知りたい おしゃべり茶屋                                                            | もっと知りたい おしゃべり茶屋                                                            | もっと知りたい おしゃべり茶屋                                                            |
| 12:37 - 12:47 | 区長に聞きたい!東京ハッピーライフ                                                        | 区長に聞きたい!東京ハッピーライフ                                                        | 区長に聞きたい!東京ハッピーライフ                                                        | 区長に聞きたい!東京ハッピーライフ                                                        | 区長に聞きたい!東京ハッピーライフ                                                        |
| 12:47 - 12:52 | 単発企画など （2017年7月までは、まさみんの週末スポレッチ!）                              | 単発企画など （2017年7月までは、まさみんの週末スポレッチ!）                              | 単発企画など （2017年7月までは、まさみんの週末スポレッチ!）                              | 単発企画など （2017年7月までは、まさみんの週末スポレッチ!）                              | 単発企画など （2017年7月までは、まさみんの週末スポレッチ!）                              |
| 12:52 - 12:55 | 天気予報・プレゼントコーナー・エンディング・視聴者からのメッセージ紹介・来週のゲスト紹介 | 天気予報・プレゼントコーナー・エンディング・視聴者からのメッセージ紹介・来週のゲスト紹介 | 天気予報・プレゼントコーナー・エンディング・視聴者からのメッセージ紹介・来週のゲスト紹介 | 天気予報・プレゼントコーナー・エンディング・視聴者からのメッセージ紹介・来週のゲスト紹介 | 天気予報・プレゼントコーナー・エンディング・視聴者からのメッセージ紹介・来週のゲスト紹介 |
| 時間          | 主な内容(11時55分移動後)                                                                 |                                                                                          |                                                                                          |                                                                                          |                                                                                          |
| 11:55 - 11:58 | オープニング・ゲスト紹介                                                                 | オープニング・ゲスト紹介                                                                 | オープニング・ゲスト紹介                                                                 | オープニング・ゲスト紹介                                                                 | オープニング・ゲスト紹介                                                                 |
| 11:58 - 12:20 | ぐるり東京江戸散歩                                                                       | ぐるり東京江戸散歩                                                                       | ぐるり東京江戸散歩                                                                       | ぐるり東京江戸散歩                                                                       | ぐるり東京江戸散歩                                                                       |
| 12:20 - 12:32 | もっと知りたい おしゃべり茶屋                                                            | もっと知りたい おしゃべり茶屋                                                            | もっと知りたい おしゃべり茶屋                                                            | もっと知りたい おしゃべり茶屋                                                            | もっと知りたい おしゃべり茶屋                                                            |
| 12:32 - 12:42 | 区長に聞きたい!東京ハッピーライフ                                                        | 区長に聞きたい!東京ハッピーライフ                                                        | 区長に聞きたい!東京ハッピーライフ                                                        | 区長に聞きたい!東京ハッピーライフ                                                        | 区長に聞きたい!東京ハッピーライフ                                                        |
| 12:42 - 12:47 | 単発企画など （2017年7月までは、まさみんの週末スポレッチ!）                              | 単発企画など （2017年7月までは、まさみんの週末スポレッチ!）                              | 単発企画など （2017年7月までは、まさみんの週末スポレッチ!）                              | 単発企画など （2017年7月までは、まさみんの週末スポレッチ!）                              | 単発企画など （2017年7月までは、まさみんの週末スポレッチ!）                              |
| 12:47 - 12:50 | 天気予報・プレゼントコーナー・エンディング・視聴者からのメッセージ紹介・来週のゲスト紹介 | 天気予報・プレゼントコーナー・エンディング・視聴者からのメッセージ紹介・来週のゲスト紹介 | 天気予報・プレゼントコーナー・エンディング・視聴者からのメッセージ紹介・来週のゲスト紹介 | 天気予報・プレゼントコーナー・エンディング・視聴者からのメッセージ紹介・来週のゲスト紹介 | 天気予報・プレゼントコーナー・エンディング・視聴者からのメッセージ紹介・来週のゲスト紹介 |

## ゲスト一覧
| 2017年放送リスト | 2017年放送リスト                                    | 2017年放送リスト |
| 日時             | ゲスト                                              |                  |
| ---------------- | --------------------------------------------------- | ---------------- |
| 4月1日           | 大林素子（元バレーボール選手）                      |                  |
| 4月8日           | 吉田潤喜（ヨシダソース会長） スポーツ関係者ではない |                  |
| 4月15日          | 高橋尚成（元メジャーリーグ選手）                    |                  |
| 4月22日          | 片山右京（元F1ドライバー）                          |                  |
| 4月29日          | 岩崎恭子（水泳オリンピック金メダリスト）            |                  |
| 5月6日           | 浦田聖子（ビーチバレー選手）                        |                  |
| 5月13日          | 松田丈志（水泳オリンピック金メダリスト）            |                  |
| 5月20日          | 東尾理子（プロゴルファー）                          |                  |
| 5月27日          | 別所哲也（俳優） スポーツ関係者ではない             |                  |
| 6月3日           | 鈴木明子（プロフィギュアスケーター）                |                  |
| 6月10日          | 大竹七未（元女子サッカー選手）                      |                  |
| 6月17日          | 山本博（アーチェリーオリンピックメダリスト）        |                  |
| 6月24日          | 篠原信一（柔道オリンピックメダリスト）              |                  |
| 7月1日           | 有森裕子（女子マラソンオリンピックメダリスト）      |                  |
| 7月8日           | 森末慎二（体操競技オリンピック金メダリスト）        |                  |
| 7月15日          | 池田信太郎（元バドミントン選手）                    |                  |
| 7月22日          | 田中史朗（ラグビー選手）                            |                  |
| 7月29日          | 高校野球中継のため休止                              |                  |
| 8月5日           | 寺川綾（水泳オリンピックメダリスト）                |                  |
| 8月12日          | 松木安太郎（サッカー解説者）                        |                  |
| 8月19日          | 杉山祥子（元バレーボール選手）                      |                  |
| 8月26日          | 原田裕花（元バスケットボール選手）                  |                  |
| 9月2日           | 山本昌（元プロ野球選手）                            |                  |
| 9月9日           | 室伏由佳（元陸上競技（投擲種目）選手）              |                  |
| 9月16日          | 荻原次晴（元スキー（ノルディック複合）選手）        |                  |
| 9月23日          | 中川聴乃（元バスケットボール選手）                  |                  |
| 9月30日          | 中野浩一（元競輪選手）                              |                  |
| 10月7日          | 野村忠宏（柔道オリンピック金メダリスト）            |                  |
| 10月14日         | 伊藤華英（元水泳選手）                              |                  |
| 10月21日         | 川合俊一（元バレーボール選手）                      |                  |
| 10月28日         | 岡崎朋美（スピードスケートオリンピックメダリスト）  |                  |
| 11月4日          | 大菅小百合（元スピードスケート・自転車競技選手）    |                  |
| 11月11日         | 廣田遥（元トランポリン選手）                        |                  |

## 主なコーナー

### 現在のコーナー
「朝比奈彩の進め!江戸小町」⇒「もっと進め!江戸小町」
前身番組の「朝比奈彩の勝手に江戸小町」を、タイトル変更の上リニューアル。
朝比奈彩と堀口茉純が都内各地の江戸時代にまつわる歴史スポットを訪れる。コーナー内には、「今週の散歩メシ」というそのスポットで人気の飲食店の料理が紹介される。朝比奈彩が仕事の都合などでロケに参加できない場合は、代役ゲストが堀口茉純とロケを行うこともある。
「松尾雄治のお宝にトライ」
前述の「もっと進め!江戸小町」が、朝比奈彩が仕事の都合でロケに参加できない場合の代替企画。
松尾雄治と堀口茉純が都内各地の老舗店などを訪ね、その店に眠る貴重な資料や品物といった、お宝を紹介する企画。
「もっと知りたい おしゃべり茶屋」
前身番組の「ようこそ!ポリシャン」を、タイトル変更の上リニューアル。
2020年4月以降は、新型コロナウイルス（COVID-19）の影響により、事実上コーナー自体が休止状態となる。
「区長に聞きたい!東京ハッピーライフ」
前身番組の「教えて区長東京23区」を、タイトル変更の上リニューアル。
意外と知らない区のイベントサービスや進行中の区のプロジェクト、さらに23区のトリビアなどを区長に紹介してもらうコーナー。原則としてスタジオに区長が登場して紹介するが、スケジュールの都合上、放送当日スタジオに来られない区長がいるため、その場合は事前収録で区の様々なスポットにてMCが区長にインタビューしたVTRが放送される。

### 終了したコーナー
「まさみんの週末スポレッチ!」
当番組の唯一の新コーナー。田中雅美が毎週異なるストレッチを指導しながら、画面下側では今週末に開催されるスポーツの試合・イベントなどが紹介される。しかし田中が妊娠したことに伴い、体調に配慮し2017年7月でコーナー終了したため、結果的には4ヶ月間の短命コーナーになった。

## 放送時間
| 期間       | 期間       | 放送時間（日本時間）         |
| ---------- | ---------- | ---------------------------- |
| 2017.04.01 | 2020.09.26 | 土曜日 11:00 - 11:55（55分） |
| 2017.10.03 | 2020.09.25 | 土曜日 12:00 - 12:55（55分） |
| 2020.10.02 | 2022.03.26 | 土曜日 11:55 - 12:50（55分） |

- エムキャスで同時配信されていた。